# Liste der Naturdenkmale im Landkreis Ammerland
Die Liste der Naturdenkmale im Landkreis Ammerland enthält die Naturdenkmale im Landkreis Ammerland in Niedersachsen.
Am 31. Dezember 2017 gab es nach der Statistik des Niedersächsischen Landesbetrieb für Wasserwirtschaft, Küsten- und Naturschutz im Landkreis Ammerland insgesamt 91 Naturdenkmale im Zuständigkeitsbereich der unteren Naturschutzbehörden.

## Naturdenkmale

### Apen
Im Gebiet der Einheitsgemeinde Apen sind 16 Naturdenkmale verzeichnet.
| Bild | Bezeichnung                     | Ort, Lage                                                                   | Beschreibung                                                                                | Schutzzweck             | Nummer     |
| ---- | ------------------------------- | --------------------------------------------------------------------------- | ------------------------------------------------------------------------------------------- | ----------------------- | ---------- |
| BW   | 1 Blutbuche                     | Nordloher Dorfstraße 10 (53° 10′ 33,8″ N, 7° 45′ 58,9″ O)                   |                                                                                             | Schönheit               | ND-WST 009 |
| BW   | 1 Blutbuche                     | Poststraße 12 (53° 13′ 13,6″ N, 7° 45′ 36,3″ O)                             |                                                                                             | Schönheit               | ND-WST 010 |
| BW   | 1 Eiche                         | Schulpadd (53° 13′ 12,2″ N, 7° 48′ 17,5″ O)                                 |                                                                                             | Schönheit, Seltenheit   | ND-WST 011 |
| BW   | 1 Rotbuche                      | Poststraße 12 (53° 13′ 13,6″ N, 7° 45′ 39″ O)                               |                                                                                             | Schönheit               | ND-WST 015 |
| BW   | 1 Eiche                         | Nordloher Dorfstraße 45 (53° 10′ 48,6″ N, 7° 47′ 4,6″ O)                    |                                                                                             | Schönheit, Eigenart     | ND-WST 016 |
| BW   | Vogelschutzgehölz               | Am Kanal 157 (53° 14′ 35,9″ N, 7° 46′ 58,1″ O)                              |                                                                                             | Naturkunde              | ND-WST 017 |
| BW   | 3 Eichen                        | auf dem Friedhof Apen (53° 13′ 3,7″ N, 7° 48′ 21,3″ O)                      |                                                                                             | Schönheit, Heimatkunde  | ND-WST 059 |
| BW   | Eichenallee                     | Nordloher Dorfstraße 40 (53° 10′ 34″ N, 7° 46′ 41,8″ O)                     |                                                                                             | Heimatkunde, Seltenheit | ND-WST 060 |
| BW   | 4 Eichen                        | Hauptstraße / Ecke Eschstraße (53° 12′ 57,6″ N, 7° 44′ 40,3″ O)             |                                                                                             | Heimatkunde             | ND-WST 105 |
| BW   | 1 Linde                         | Hauptstraße / Ecke Am Kanal (53° 10′ 34,8″ N, 7° 45′ 59,6″ O)               | Wegen mangelnder Standsicherheit aufgrund eines starken Pilzbefalles Schutz 2016 aufgehoben | Schönheit               | ND-WST 130 |
| BW   | 1 Eiche                         | Lüttje Moorpadd (53° 10′ 51″ N, 7° 45′ 26,6″ O)                             |                                                                                             | Schönheit               | ND-WST 131 |
| BW   | 1 Eiche                         | Hauptstraße 615 (53° 12′ 59,9″ N, 7° 45′ 6,6″ O)                            | Aufgrund eines Pilzbefalles Schutz 2016 aufgehoben.                                         | Schönheit               | ND-WST 133 |
| BW   | 1 Blutbuche                     | Südgeorgsfehner Straße / Ecke Unterm Esch (53° 13′ 35,9″ N, 7° 44′ 52,6″ O) |                                                                                             | Schönheit               | ND-WST 134 |
| BW   | 1 Eiche                         | Stahlwerkstraße 118 (53° 14′ 24,7″ N, 7° 46′ 16,5″ O)                       |                                                                                             | Schönheit               | ND-WST 137 |
| BW   | 1 Eiche                         | Norderstraße (53° 13′ 53,7″ N, 7° 47′ 53,4″ O)                              |                                                                                             | Schönheit               | ND-WST 138 |
| BW   | 1 Rotbuche                      | Eichenstraße (53° 14′ 54,3″ N, 7° 47′ 59,8″ O)                              |                                                                                             | Schönheit               | ND-WST 139 |
| BW   | Eichenallee                     | Eichenstraße (53° 14′ 55,2″ N, 7° 48′ 20,5″ O)                              |                                                                                             | Schönheit, Heimatkunde  | ND-WST 140 |
| BW   | 1 Linde, 1 Kastanie und 1 Eiche | auf dem Friedhof Apen (53° 13′ 4,3″ N, 7° 48′ 20,9″ O)                      |                                                                                             | Schönheit, Heimatkunde  | ND-WST 143 |

### Bad Zwischenahn
Im Gebiet der Einheitsgemeinde Bad Zwischenahn sind 28 Naturdenkmale verzeichnet.
| Bild            | Bezeichnung            | Ort, Lage                                                                | Beschreibung                                           | Schutzzweck                        | Nummer     |
| --------------- | ---------------------- | ------------------------------------------------------------------------ | ------------------------------------------------------ | ---------------------------------- | ---------- |
| BW              | 1 Eiche                | Herrenholz (53° 12′ 59,8″ N, 8° 1′ 48″ O)                                |                                                        | Seltenheit                         | ND-WST 013 |
| BW              | 3 Eichen               | Bloher Landstraße 32 (53° 9′ 34,9″ N, 8° 8′ 24,7″ O)                     |                                                        | Schönheit, Seltenheit              | ND-WST 014 |
| BW              | Eichenallee            | Eyhauser Allee 11 (53° 11′ 10,7″ N, 7° 59′ 18,2″ O)                      |                                                        | Schönheit, Seltenheit, Heimatkunde | ND-WST 022 |
| BW              | 1 Blutbuche            | Eyhauser Allee 11 (53° 11′ 15,5″ N, 7° 59′ 20,3″ O)                      |                                                        | Schönheit, Seltenheit              | ND-WST 024 |
| BW              | Ilexgruppe             | Langer Damm (53° 10′ 22,4″ N, 7° 57′ 54,7″ O)                            |                                                        | Eigenart, Seltenheit               | ND-WST 058 |
| BW              | 4 Eichen               | Auf dem Hohen Ufer (53° 11′ 11,8″ N, 8° 0′ 24,5″ O)                      |                                                        | Schönheit, Heimatkunde             | ND-WST 066 |
| BW              | 3 Eichen               | Auf dem Hohen Ufer 12 (53° 11′ 10,5″ N, 8° 0′ 27,6″ O)                   |                                                        | Schönheit                          | ND-WST 068 |
| BW              | 3 Eichen               | Auf dem Hohen Ufer 14 (53° 11′ 10″ N, 8° 0′ 28,5″ O)                     |                                                        | Eigenart, Schönheit                | ND-WST 069 |
| BW              | 1 Eiche                | Auf dem Hohen Ufer 16 (53° 11′ 9,2″ N, 8° 0′ 29,4″ O)                    | Durch Windbruch gestürzt. Schutz 2016 aufgehoben.      | Seltenheit                         | ND-WST 070 |
| BW              | 4 Eichen               | Auf dem Hohen Ufer (53° 11′ 8,4″ N, 8° 0′ 32,4″ O)                       |                                                        | Eigenart, Schönheit                | ND-WST 071 |
| BW              | Eichengruppe           | Strandpark Auf dem Hohen Ufer (53° 11′ 2,8″ N, 8° 0′ 42,7″ O)            |                                                        | Seltenheit, Eigenart               | ND-WST 072 |
| BW              | 1 Kastanie             | Peterstraße 8 (53° 11′ 8,5″ N, 8° 0′ 18,4″ O)                            |                                                        | Seltenheit                         | ND-WST 077 |
| BW              | 1 Eiche                | Lange Straße 1, 1a, 3a (53° 11′ 11,8″ N, 8° 0′ 9,8″ O)                   |                                                        | Seltenheit                         | ND-WST 078 |
| BW              | 1 Eiche                | Eyhauser Allee 4 (53° 11′ 6″ N, 7° 59′ 38,4″ O)                          |                                                        | Schönheit, Seltenheit              | ND-WST 079 |
| Fotos hochladen | 1 Eiche                | Kurpark Unter den Eichen (53° 11′ 0,8″ N, 8° 1′ 6,4″ O)                  |                                                        | Schönheit, Eigenart                | ND-WST 081 |
| BW              | 1 Eiche                | Burgweg 5 (53° 11′ 0,9″ N, 8° 1′ 26″ O)                                  |                                                        | Schönheit, Seltenheit              | ND-WST 082 |
| BW              | 1 Eiche                | Uferweg beim Minigolfplatz zur Brügge (53° 11′ 21,1″ N, 8° 1′ 54,1″ O)   |                                                        | Schönheit, Seltenheit              | ND-WST 083 |
| BW              | 1 Eiche                | Parkplatz beim Minigolfplatz zur Brügge (53° 11′ 22,6″ N, 8° 1′ 57,2″ O) |                                                        | Schönheit                          | ND-WST 084 |
| BW              | 2 Eichen               | Deepe Riede 1 (53° 11′ 39,6″ N, 8° 2′ 7,3″ O)                            |                                                        | Seltenheit, Eigenart               | ND-WST 086 |
| BW              | 1 Blitzeiche           | Auwiese 1 (53° 11′ 34,6″ N, 8° 2′ 12,1″ O)                               |                                                        | Schönheit, Seltenheit              | ND-WST 087 |
| BW              | 5 Eichen               | Wehrwisch (53° 12′ 50,3″ N, 8° 0′ 49,8″ O)                               |                                                        | Seltenheit, Eigenart               | ND-WST 090 |
| Fotos hochladen | 1 Friedenseiche        | Marktplatz Am Brink (53° 11′ 12,6″ N, 8° 0′ 14,8″ O)                     |                                                        | Seltenheit                         | ND-WST 091 |
| BW              | 3 Eichen               | Am hohen Hagen (53° 10′ 59,2″ N, 8° 0′ 56″ O)                            |                                                        | Schönheit, Seltenheit              | ND-WST 104 |
| BW              | 1 Amerikanische Eiche  | Weberweg 1 (53° 11′ 37,4″ N, 7° 59′ 8,7″ O)                              |                                                        | Seltenheit, Schönheit              | ND-WST 108 |
| BW              | Orchideenbestände      | Rostrup, ehemaliges Flugplatzgelände (53° 12′ 24,1″ N, 7° 58′ 58,8″ O)   |                                                        | Seltenheit, Schönheit              | D-WST 109  |
| Fotos hochladen | 1 Eiche                | Alter Bogen (53° 10′ 4,4″ N, 7° 58′ 15,3″ O)                             |                                                        | Schönheit, Seltenheit              | ND-WST 113 |
| Fotos hochladen | 1 tausendjährige Linde | Dreiberger Straße (53° 12′ 50,4″ N, 8° 1′ 16,7″ O)                       |                                                        | Eigenart, Seltenheit, Heimatkunde  | ND-WST 144 |
| BW              | 5-stämmige Buche       | Bachstelzenweg (53° 12′ 8,5″ N, 8° 0′ 11,6″ O)                           |                                                        | Eigenart, Seltenheit, Schönheit    | ND-WST 145 |
| BW              | 1 Eiche                | (53° 9′ 51,6″ N, 8° 6′ 5″ O)                                             | etwa 300 Jahre alte Eiche im Wold, nahe der Putthaaren | Schönheit, Eigenart                | ND-WST 146 |

### Edewecht
Im Gebiet der Einheitsgemeinde Edewecht sind 5 Naturdenkmale verzeichnet.
| Bild | Bezeichnung                  | Ort, Lage                                                                       | Beschreibung             | Schutzzweck             | Nummer     |
| ---- | ---------------------------- | ------------------------------------------------------------------------------- | ------------------------ | ----------------------- | ---------- |
| BW   | 1 Traueredeltanne            | Hauptstraße 39 (53° 7′ 53″ N, 7° 59′ 8,5″ O)                                    |                          | Seltenheit, Eigenart    | ND-WST 039 |
| BW   | 1 Trauerbuche                | Hauptstraße 39 (53° 7′ 53,8″ N, 7° 59′ 9″ O)                                    |                          | Heimatkunde, Schönheit  | ND-WST 040 |
| BW   | 1 großer Stein               | Regenrückhaltebecken nahe der Espergöhler Bäke (53° 8′ 14,3″ N, 7° 59′ 23,6″ O) |                          | Schönheit, Heimatkunde  | ND-WST 052 |
| BW   | 1 Eiche                      | Schützenhofstraße 11 (53° 7′ 19,9″ N, 7° 58′ 26,2″ O)                           |                          | Eigenart, Schönheit     | ND-WST 126 |
| BW   | 1 Eiche                      | Schützenhofstraße 17 (53° 7′ 22,5″ N, 7° 58′ 22,9″ O)                           |                          | Eigenart, Schönheit     | ND-WST 127 |
| BW   | Hochmoorkolk Barwischen Meer | Jeddeloh II (53° 4′ 29,3″ N, 8° 1′ 43,7″ O)                                     | (Schutz 2012 aufgehoben) | Seltenheit, Heimatkunde | ND-WST 129 |

### Rastede
Im Gebiet der Einheitsgemeinde Rastede sind 23 Naturdenkmale verzeichnet.
| Bild            | Bezeichnung           | Ort, Lage                                                                  | Beschreibung                                               | Schutzzweck                       | Nummer     |
| --------------- | --------------------- | -------------------------------------------------------------------------- | ---------------------------------------------------------- | --------------------------------- | ---------- |
| BW              | 1 Eiche               | Hakenstraße 77 (53° 13′ 27,2″ N, 8° 11′ 44,9″ O)                           |                                                            | Schönheit                         | ND-WST 043 |
| Fotos hochladen | 1 Bergahorn           | Oldenburger Straße (Pastoreigarten) (53° 14′ 43,2″ N, 8° 11′ 56,5″ O)      |                                                            | Schönheit, Eigenart               | ND-WST 044 |
| Fotos hochladen | 1 Linde               | Oldenburger Straße 230 (53° 14′ 45,7″ N, 8° 11′ 57,7″ O)                   |                                                            | Seltenheit                        | ND-WST 045 |
| Fotos hochladen | 1 Friedenseiche       | Friedhofsweg (Friedhof) (53° 14′ 44,2″ N, 8° 12′ 2,3″ O)                   |                                                            | Schönheit                         | ND-WST 048 |
| Fotos hochladen | 2 Eichen              | Peterstraße 14 (53° 14′ 45,5″ N, 8° 11′ 47,6″ O)                           | Wegen mangelnder Verkehrssicherheit Schutz 2016 aufgehoben | Seltenheit, Eigenart              | ND-WST 049 |
| BW              | 1 Eiche               | Leuchtenburger Straße 10 (53° 14′ 20,9″ N, 8° 10′ 36,6″ O)                 |                                                            | Seltenheit, Eigenart              | ND-WST 092 |
| BW              | 1 Linde               | Park Hagen (Ellernteich) (53° 14′ 45,5″ N, 8° 12′ 33,2″ O)                 |                                                            | Heimatkunde                       | ND-WST 093 |
| BW              | 1 Kastanie            | Park Hagen (Ellernteich) (53° 14′ 40,4″ N, 8° 12′ 27,3″ O)                 |                                                            | Heimatkunde                       | ND-WST 094 |
| BW              | 1 Trauerrotbuche      | Verbindungspark. (53° 14′ 33,4″ N, 8° 12′ 56,1″ O)                         | 2013 im Sturm entwurzelt, Schutz 2016 aufgehoben           | Seltenheit, Eigenart, Heimatkunde | ND-WST 095 |
| BW              | 2 Pyramideneichen     | Verbindungspark (53° 14′ 34,3″ N, 8° 12′ 56″ O)                            |                                                            | Seltenheit, Eigenart, Heimatkunde | ND-WST 096 |
| BW              | 7 Eichen              | Verbindungspark (53° 14′ 32,5″ N, 8° 12′ 56,9″ O)                          |                                                            | Seltenheit, Heimatkunde           | ND-WST 097 |
| BW              | 2 Eichen              | Verbindungspark (53° 14′ 26,9″ N, 8° 12′ 58,7″ O)                          |                                                            | Seltenheit, Heimatkunde           | ND-WST 098 |
| BW              | 1 Eiche               | Verbindungspark (53° 14′ 30,1″ N, 8° 13′ 0,8″ O)                           |                                                            | Seltenheit, Heimatkunde           | ND-WST 099 |
| BW              | 2 Eichen              | Verbindungspark (53° 14′ 22,9″ N, 8° 12′ 53,3″ O)                          |                                                            | Seltenheit, Heimatkunde           | ND-WST 100 |
| BW              | 2 Linden              | Park Hagen (53° 14′ 7,6″ N, 8° 12′ 16,2″ O)                                |                                                            | Seltenheit, Heimatkunde           | ND-WST 101 |
| BW              | Kastanienallee        | Verbindungspark (53° 14′ 27,5″ N, 8° 12′ 52,2″ O)                          |                                                            | Seltenheit, Eigenart, Heimatkunde | ND-WST 102 |
| BW              | 1 Eiche               | Ringstraße (53° 13′ 59,2″ N, 8° 14′ 48,1″ O)                               |                                                            | Schönheit, Eigenart               | ND-WST 115 |
| BW              | 1 Buche               | Hankhauser Weg 46 (53° 13′ 48,4″ N, 8° 15′ 9,5″ O)                         |                                                            | Schönheit, Seltenheit             | ND-WST 116 |
| BW              | Eichenallee           | Hankhausen, Emsoldstraße / Loyer Kirchweg (53° 14′ 7,4″ N, 8° 13′ 15,6″ O) |                                                            | Seltenheit, Schönheit             | ND-WST 118 |
| Fotos hochladen | 1 Eiche               | Bachstraße / Schützenhofstraße (53° 15′ 10,3″ N, 8° 12′ 18,1″ O)           |                                                            | Schönheit, Seltenheit             | ND-WST 119 |
| BW              | 1 Eiche               | Am Stratjebusch 60 (53° 14′ 8,3″ N, 8° 11′ 11,4″ O)                        |                                                            | Schönheit, Seltenheit             | ND-WST 120 |
| BW              | Eichenallee           | Hakenstraße 77 (53° 13′ 26,3″ N, 8° 11′ 48″ O)                             |                                                            | Seltenheit, Schönheit             | ND-WST 121 |
| BW              | 1 Linde (zweistämmig) | Hakenstraße 77 (53° 13′ 26,3″ N, 8° 11′ 42,5″ O)                           |                                                            | Seltenheit, Schönheit             | ND-WST 123 |
| BW              | 1 Rotbuche            | Hakenstraße 77 (53° 13′ 26,8″ N, 8° 11′ 42,7″ O)                           |                                                            | Schönheit                         | ND-WST 124 |
| BW              | 1 Eiche               | Alt Ipweger Weg 26 (53° 12′ 21,6″ N, 8° 15′ 51,4″ O)                       |                                                            | Schönheit                         | ND-WST 125 |

### Westerstede
Im Gebiet der Stadt Westerstede sind 17 Naturdenkmale verzeichnet.
| Bild            | Bezeichnung               | Ort, Lage                                                                   | Beschreibung | Schutzzweck                                  | Nummer     |
| --------------- | ------------------------- | --------------------------------------------------------------------------- | ------------ | -------------------------------------------- | ---------- |
| BW              | 1 Blutbuche               | Pastorenpadd 5 (53° 15′ 16,9″ N, 7° 55′ 26,2″ O)                            |              | Schönheit, Heimatkunde                       | ND-WST 002 |
| Fotos hochladen | 1 Eiche                   | Thalenweide (53° 15′ 24,1″ N, 7° 55′ 31,8″ O)                               |              | Schönheit, Seltenheit, Heimatkunde, Eigenart | ND-WST 006 |
| BW              | Vogelschutzgehölz         | Fröbelstraße südöstlich Kleine Norderbäke (53° 15′ 37,1″ N, 7° 55′ 21,9″ O) |              | Heimatkunde, Seltenheit                      | ND-WST 025 |
| BW              | 1 Eiche                   | Wilhelm-Geiler Straße 6 (53° 15′ 13,2″ N, 7° 55′ 43,5″ O)                   |              | Seltenheit, Schönheit                        | ND-WST 026 |
| BW              | 1 Linde                   | Wilhelm-Geiler Straße 1 (53° 15′ 13,6″ N, 7° 55′ 40,3″ O)                   |              | Seltenheit, Eigenart, Schönheit              | ND-WST 032 |
| BW              | 1 Eiche                   | Wilhelm-Geiler Straße 12 (53° 15′ 12,7″ N, 7° 55′ 48,3″ O)                  |              | Schönheit, Seltenheit                        | ND-WST 033 |
| BW              | 1 Eiche                   | Grüne Straße 9 (53° 15′ 18,7″ N, 7° 55′ 17″ O)                              |              | Seltenheit, Schönheit, Heimatkunde           | ND-WST 034 |
| BW              | 1 Eiche                   | Am Schnapp (53° 16′ 31,6″ N, 7° 53′ 43,3″ O)                                |              | Heimatkunde                                  | ND-WST 035 |
| BW              | 1 Eiche                   | Göhlen (53° 12′ 13,5″ N, 7° 54′ 6,2″ O)                                     |              | Seltenheit, Schönheit, Eigenart              | ND-WST 036 |
| BW              | 1 Eiche                   | Kuhlenstraße 20 (53° 15′ 14″ N, 7° 55′ 27,7″ O)                             |              | Eigenart, Schönheit, Heimatkunde             | ND-WST 053 |
| BW              | 2 Eiben, 1 Esche, 1 Ahorn | Wilhelm-Geiler Straße 11 (53° 15′ 10,4″ N, 7° 55′ 46,5″ O)                  |              | Schönheit                                    | ND-WST 055 |
| BW              | 1 Blutbuche               | Schillerstraße 4 (53° 15′ 15,8″ N, 7° 55′ 45″ O)                            |              | Seltenheit, Schönheit                        | ND-WST 057 |
| BW              | 1 Blutbuche               | Am Esch – Friedhof (53° 15′ 34,9″ N, 7° 55′ 47,9″ O)                        |              | Schönheit, Heimatkunde                       | ND-WST 062 |
| BW              | 1 Eiche                   | Zum Burnkamp 9 (53° 16′ 7,7″ N, 7° 53′ 38,4″ O)                             |              | Seltenheit, Schönheit, Heimatkunde           | ND-WST 063 |
| BW              | 1 Eiche                   | Stellhorner Straße (53° 14′ 26,9″ N, 7° 58′ 21,7″ O)                        |              | Heimatkunde                                  | ND-WST 064 |
| BW              | 1 Eiche                   | Bahnhofstraße 5a (53° 15′ 19,1″ N, 7° 55′ 51,1″ O)                          |              | Seltenheit, Schönheit                        | ND-WST 111 |

### Wiefelstede
Im Gebiet der Einheitsgemeinde Wiefelstede sind 3 Naturdenkmale verzeichnet.
| Bild            | Bezeichnung | Ort, Lage                                               | Beschreibung | Schutzzweck                       | Nummer     |
| --------------- | ----------- | ------------------------------------------------------- | ------------ | --------------------------------- | ---------- |
| Fotos hochladen | 2 Linden    | Kirchstraße 6 (53° 15′ 21,6″ N, 8° 6′ 50,4″ O)          |              | Heimatkunde                       | ND-WST 018 |
| BW              | 1 Eiche     | Zwischenahner Straße 6 (53° 13′ 15,6″ N, 8° 3′ 46,8″ O) |              | Seltenheit                        | ND-WST 019 |
| BW              | 1 Eiche     | Amselstraße (Spielplatz) (53° 15′ 16,2″ N, 8° 6′ 36″ O) |              | Eigenart, Seltenheit, Heimatkunde | ND-WST 020 |